# Эрнст, Томас
Томас Эрнст (швед. Thomas Ernst; род. 17 августа 1960) — шведский шахматист, гроссмейстер (1990).
Чемпион Швеции 1993 года.
В составе национальной сборной участник 3-х Олимпиад (1984, 1988 и 1992). В межзональном турнире в Суботице (1987) — 12-е место.

## Изменения рейтинга
| Графики недоступны из-за технических проблем. См. информацию на Фабрикаторе и на mediawiki.org. |